# Šestiočka ryšavá
Šestiočka ryšavá (Harpactea rubicunda) je pavouk z čeledi šestiočkovití (Dysderidae) a rodu Harpactea.

## Popis
Jde o středně velkého pavouka o velikosti až 12 mm. Zbarvení oválné, vpředu mírně zúžené hlavohrudi je rezavohnědé, zadeček je protáhlý a lesklý, v okrových odstínech. Končetiny jsou zbarveny rezavě, zadní páry navíc v odstínech žluté. Šest očí je uspořádáno v typickém tvaru písmene C. Záměna šestiočky ryšavé je možná s jinými druhy šestioček, včetně zástupců rodu Dysdera. Spolehlivou a poměrně jednoduchou identifikaci lze získat na základě určení pohlavních orgánů.

## Výskyt
Šestiočka ryšavá se vyskytuje ve střední Evropě a na Balkánském poloostrově, směrem na východ až po severní pobřeží Černého moře. V Česku jde o běžný druh teplejších oblastí.

## Ekologie
Šestiočka ryšavá je pozemní pavouk, jenž typicky žije pod kameny a jinými podobnými předměty. Jejím přirozeným prostředím jsou xerofytní lesy, křoviny, lesostepní a stepní stanoviště, staré lomy, kamenité stráně atp. Žije i v blízkosti lidského osídlení a někdy proniká i do budov (hemisynantropní druh). Jde o nočního lovce, jenž netká síť, ale kořisti se zmocňuje aktivně. Přes den pavouk zůstává ukrytý v dovedně upředeném pavučinovém zámotku, jenž má bílý, jakoby papírovitý vzhled.
Jde o jednoho z pavouků, jenž může pokousat člověka (kousnutí je přirovnáváno k bodnutí vosou). Nejde však o agresivní druh a kousnutí způsobuje jen lokální a krátkodobé následky.